# مانويل سانشيز (اقتصادي)
مانويل سانشيز (بالإسبانية: Manuel Sánchez González)‏ هو اقتصادي مكسيكي، ولد في 27 يوليو 1950 في مونتيري في المكسيك.